# Echiostoma barbatum
Echiostoma barbatum es una especie de pez de la familia Stomiidae en el orden de los Stomiiformes.

## Morfología
• Los machos pueden llegar alcanzar los 36,8 cm de longitud total.

## Hábitat
Es un pez de aguas profundas que vive entre 30-4.200 m de profundidad.

## Distribución geográfica
Se encuentra en el  Atlántico oriental (desde Portugal hasta Sudáfrica, salvo el Golfo de Guinea), el  Atlántico occidental (desde los Estados Unidos hasta la Argentina, incluyendo el Golfo de México y el Caribe, Canadá, el Índico y el Pacífico.